# Charles Bourseul
Charles Bourseul, né le 28 avril 1829 à Bruxelles et mort le 23 novembre 1912 à Saint-Céré, est un inventeur français. 

## Biographie
Charles Bourseul est le fils d’un capitaine d’état-major, adjoint à l’attaché militaire près l’ambassade de France à Bruxelles qui élut domicile à Douai. Après avoir été élève d’une école privée, le jeune Charles entre au lycée de la ville. Il en sort bachelier ès sciences. Il ne quitte Douai avec sa famille qu’en 1847 ou 1848, avant d'effectuer son service militaire à Alger. Sa santé l'empêche d'entrer à l'École polytechnique. Il s'oriente dès lors vers l’administration des télégraphes (chef de station des lignes télégraphiques de l'Ouest).
En 1853, il publie, à Metz, un mémoire sur la puissance de la chaleur, théorème sur le travail fourni par la chaleur, application à la mesure de la compressibilité des corps et à la détermination des trois états.

### Le concept du téléphone Bourseul
Charles Bourseul présente en 1854, dans un mémoire, une invention : un appareil pour converser à distance, le téléphone. Son rapport n'est pas pris au sérieux par ses supérieurs. Il lui est renvoyé et son chef hiérarchique lui recommande de se consacrer entièrement à son emploi de télégraphiste. Il n'a d'ailleurs pas les moyens matériels de réaliser son invention. Il prend toutefois la précaution de publier une communication : « Transmission électrique de la parole » dans la revue de L'Illustration (26 août 1854). Son mémoire envoyé à l'Académie des Sciences n'est pas pris au sérieux.

« Supposons qu’un homme parle près d’un disque mobile assez flexible pour ne perdre aucune des vibrations de la voix, et que ce disque interrompe périodiquement le courant d‘une pile ; alors, on pourrait avoir, à une certaine distance, un autre disque qui exécuterait simultanément les mêmes vibrations. Le passage d’un courant électrique dans un fil métallique, transforme en un aimant un morceau de fer doux placé dans le voisinage du fil. Dès que le courant cesse, le fer doux est désaimanté. Cet aimant, l’électro-aimant, peut ainsi alternativement attirer ou repousser une plaque métallique.
Il serait parfaitement possible de disposer cette seconde plaque métallique, de manière à lui faire répéter les mêmes vibrations que la première ; ce résultat serait exactement le même que si la personne avait parlé dans le voisinage immédiat contre cette deuxième plaque. En d’autres termes, l’oreille serait affectée, comme si les sons lui étaient parvenus directement à travers le premier disque métallique. »

#### Postérité: l'invention du téléphone
Vers 1876, l'Italien Antonio Meucci réalise de son côté une ébauche de téléphone électrique, quoique cette affirmation est contestée. C'est d'ailleurs lui qui dépose le premier un avis d'intention de déposer un brevet (en) téléphonique et sera suivi par le dépôt validé par contumace et non sans contentieux d'Alexander Graham Bell qui, le 6 mars 1876, effectue le dépôt de brevet d'invention américain (no 174465) sans en posséder l'antériorité ni légale, ni légitime. Le dépôt de Graham Bell est invalidé à la suite du contentieux engagé par Antonio Meucci mais cependant exploité sans poursuites judiciaires à la suite du décès de l'inventeur italien au cours de la procédure d'invalidation du brevet.
La Chambre des représentants des États-Unis reconnaît la contribution de Meucci en votant la résolution 269 (en) le 11 juin 2002.
Cela est interprété par certains comme établissant la priorité pour l'invention du téléphone à Meucci. En fait, la résolution de la Chambre des représentants n'a pas annulé ou modifié les brevets de Bell pour le téléphone.

## Hommages et postérité

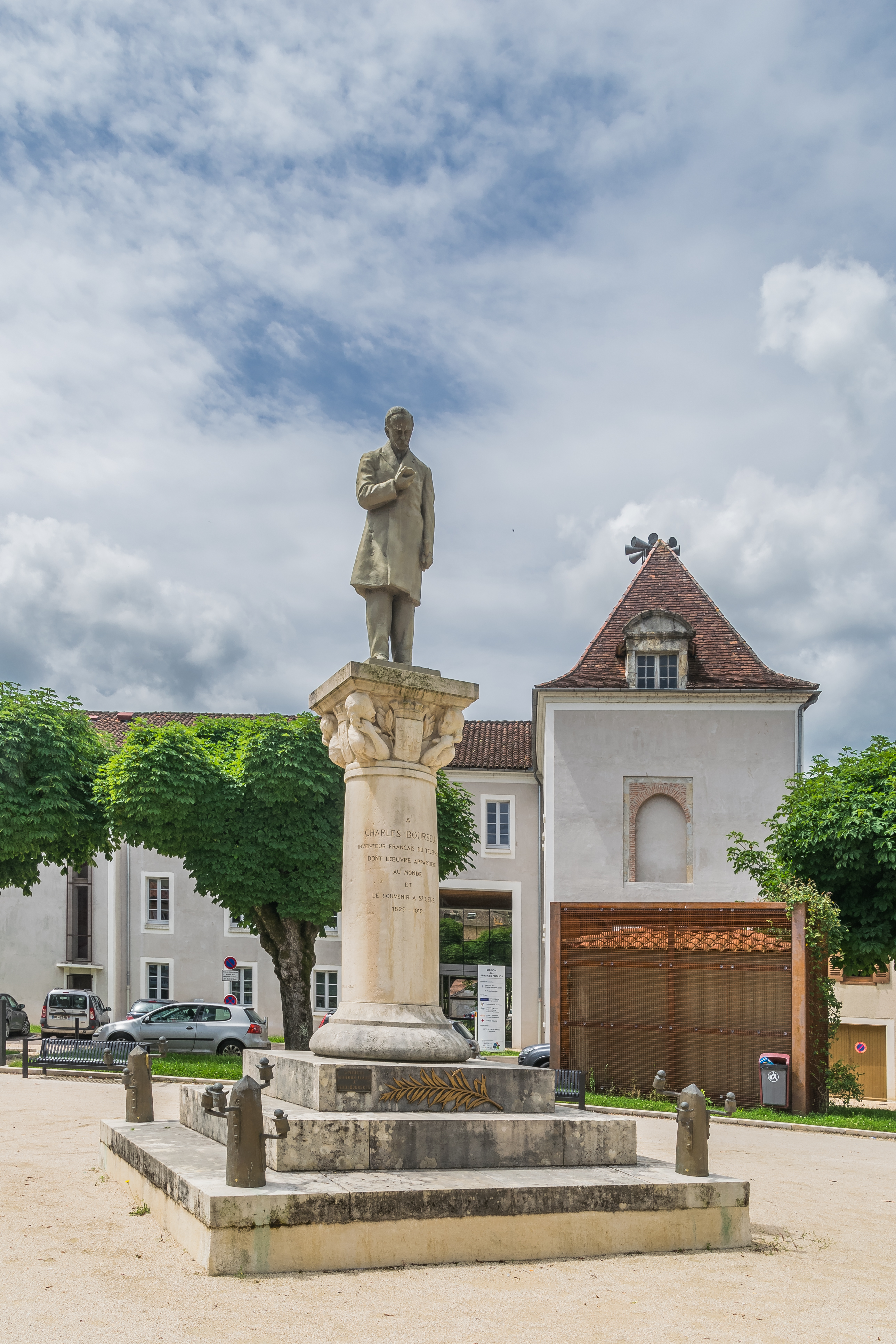
Statue de Charles Bourseul à Saint-Céré.

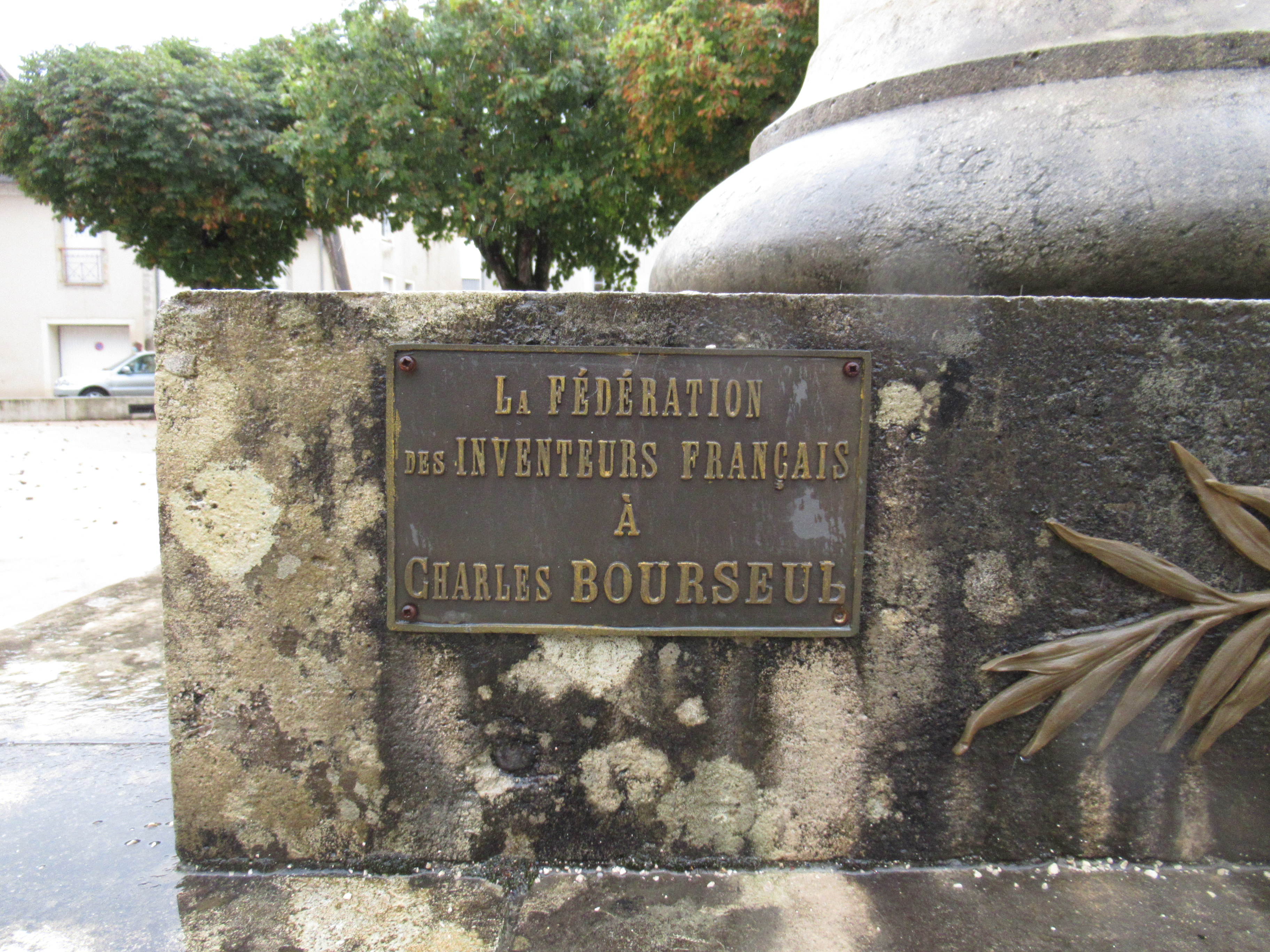
Détail de la statue à Saint-Céré.

Déjà en 1882, au Congrès international d'électricité à Philadelphie, Graham Bell et Edison ont rendu hommage à Charles Bourseul, saluant en lui le « génie méconnu » à qui on doit une des premières approches du concept de téléphone.
Ce n'est qu'en 1889, que Charles Bourseul est reconnu par la France comme le véritable inventeur du téléphone
[réf. nécessaire]. Il est élevé au grade de Chevalier de la Légion d'honneur. Il lui est accordé une pension supplémentaire annuelle de 1 200 francs. Le conseil municipal de Douai décide, en 1914, de donner son nom à une artère importante de la cité où il avait passé une partie de sa jeunesse. Le lycée technique de cette même ville est situé rue Charles-Bourseul.
D'autres villes de France ont une voie qui porte son nom : Bouchain dans le Nord, Conflans-Sainte-Honorine dans les Yvelines, La Roche-sur-Yon en Vendée, Pau dans les Pyrénées-Atlantiques, etc. À Limoges, il y a une allée Charles-Bourseul, à Carpentras, il y a une rue Charles-Bourseul, dans laquelle se situe le central téléphonique de la ville, et qui porte également son nom. À Paris, on trouve dans le 15e arrondissement, une rue Charles-Bourseul où est située La Banque postale.
Cahors où Charles Bourseul a terminé sa carrière comme directeur départemental des Postes du Lot a également une rue qui porte son nom ainsi que Saint-Céré où il a fini ses jours.
Non seulement une avenue perpétue sa mémoire mais un monument lui a été élevé dans un square du même nom sur une place de cette petite ville, près du bureau de poste où l'on peut voir une grande photo de l'inventeur. En hommage à son invention, le groupe SFR-Cegetel qui a été actionnaire de la société Telecom Developpement, donne son nom à une rue de son campus de télécommunications de Valenton.

## Publication
- Transmission électrique de la parole in L'Illustration, 26 août 1854.